# Synagogue de Końskie (1780-1939)

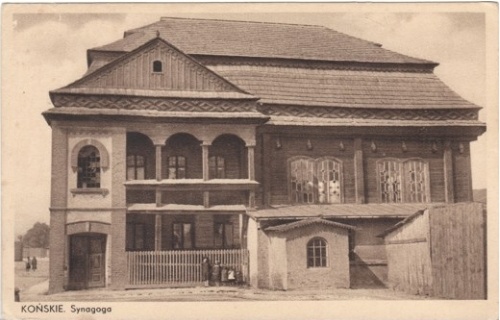
La synagogue de Końskie dans les années 1930.

La synagogue de Końskie, construite en bois en 1780, a été incendiée par les Allemands en 1939, dès le début de la Seconde Guerre mondiale. 
Końskie  (russe : Koinsk, yiddish : Kinsk- קינצק / קינסק) est une ville du sud-est de la Pologne, dans la voïvodie de Sainte-Croix, située à environ 45 km au nord de Kielce. Au début de la Seconde Guerre mondiale, la communauté juive représentait plus de 6 500 personnes, soit environ 60 % de la population totale de la ville. Końskie compte actuellement un peu moins de 20 000 habitants.  

## Histoire de la synagogue

### Construction de la synagogue
Les Juifs qui se sont installés à Końskie avant même la fondation de la ville en 1748, ne disposent pendant près d'un demi-siècle pour célébrer leurs offices, que d'une maison de prière privée, située dans l'un des nombreux bâtiments de la ville leur appartenant et dont l'emplacement nous est inconnu. Au {{s[XVIII}}, la communauté juive (Kehilla) décide de construire sa propre synagogue. Un terrain est acheté dans la partie nord de la ville, sur lequel est érigé un bâtiment d'un étage recouvert de bardeaux de bois. La construction de la synagogue est achevée lors de la fête de Roch Hachana de 1780,. Le bâtiment, situé rue Bóżnicza (maintenant intersection des rues Kaznowskiego et Piłsudskiego) est entièrement réalisé en mélèze, probablement par des charpentiers de la ville voisine de Gowarczów, qui ont vraisemblablement également construit les synagogues en bois de Nowe Miasto nad Pilicą et de Przedbórz. 
La synagogue fait l'objet d'une transformation et rénovation en 1905. Deux ans plus tard, en 1907, la construction d'une nouvelle synagogue rue Warszawska est projetée, mais la communauté abandonne cette idée et décide de procéder à une restructuration plus importante comme le prouve le plan de modernisation de la synagogue, signé par un ingénieur et architecte et daté du {{date[19 octobre 1907}}. C'est certainement à cette occasion que la communauté décide de vider la gueniza, et de procéder à l'enterrement de tous les documents et livres pieux abîmés sur lesquels est écrit un des noms de Dieu. 

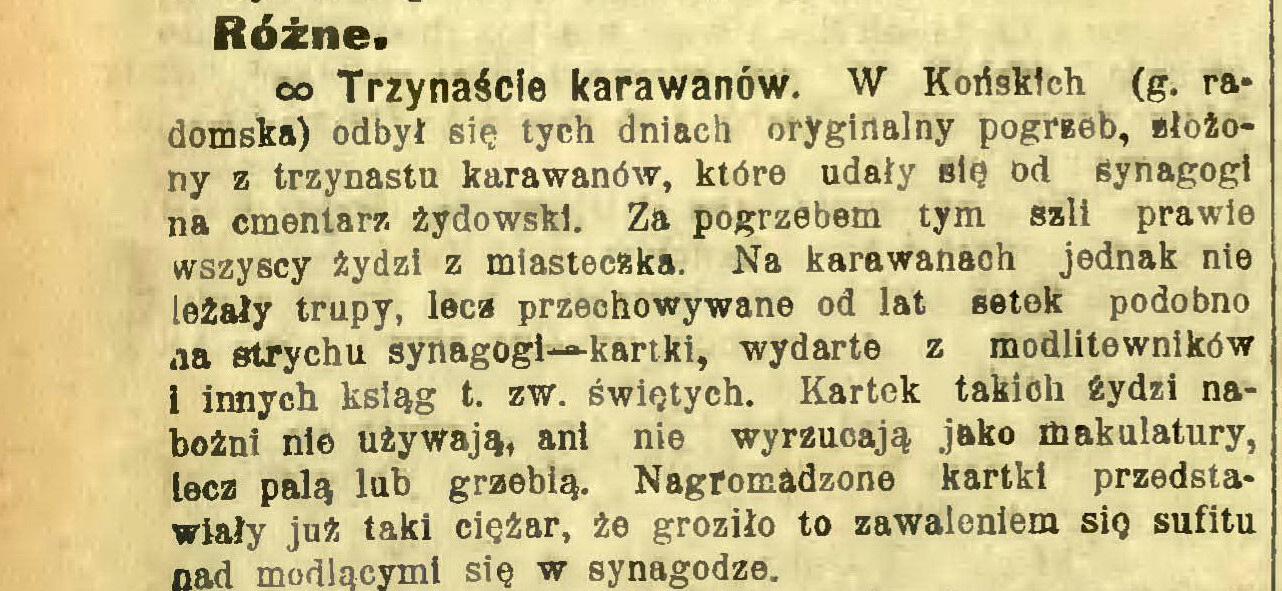
Description de l'enterrement de la gueniza dans le journal Goniec Poranny.

Cet enterrement est décrit dans le journal Goniec Poranny:   
« Treize corbillards
À Końskie (goubernia de Radom) a eu lieu un enterrement original, composé de treize corbillards, qui se sont dirigés de la synagogue au cimetière juif [le long de la rue Nowy Świat]). Presque tous les Juifs de la ville ont suivi les funérailles. Sur les corbillards, cependant, il n'y avait pas de cadavres, mais des pages arrachées de livres de prières et d'autres livres, soi-disant saints, censés avoir été stockés depuis des centaines d'années dans le grenier de la synagogue. Les juifs pieux n'utilisent ni ne jettent ces écrits comme des vieux papiers, mais les brûlent ou les enterrent. La quantité de pages rassemblée était déjà si lourde qu'elle menaçait de faire tomber le plafond au-dessus de ceux qui priaient dans la synagogue,. »
L'ancienne synagogue va servir la communauté juive de Końskie jusqu'à la Seconde Guerre mondiale.

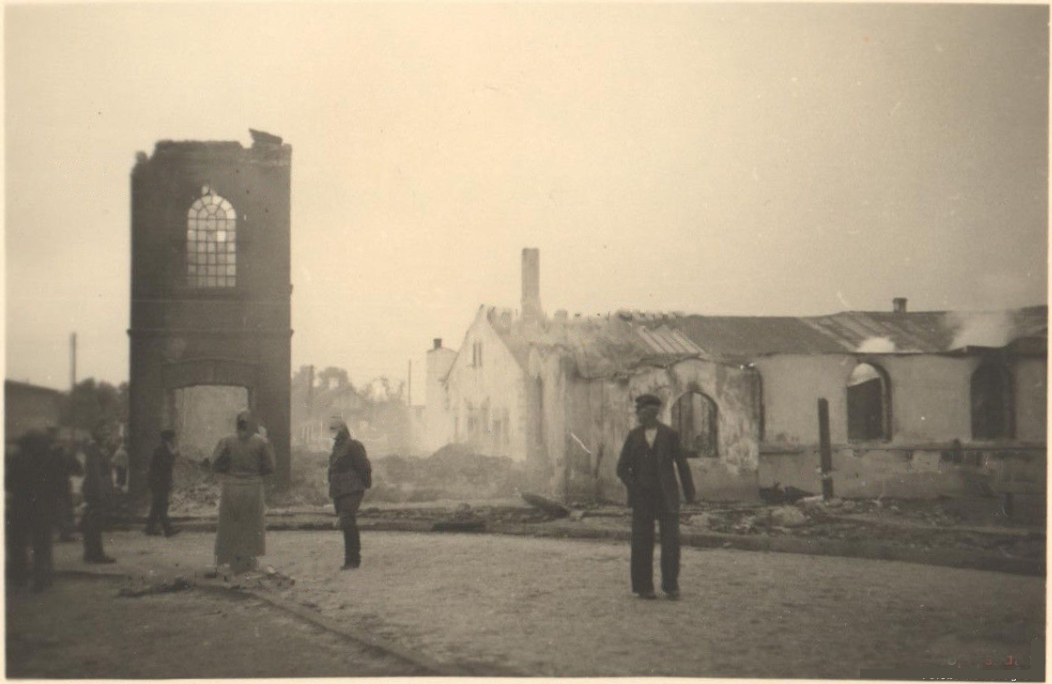
Ruines de la synagogue en 1940.

### Destruction de lasynagoguepar lesnazis
Le 11 septembre 1939, le jour même de la prise de la ville par l'armée allemande, la synagogue est aspergée d'essence et incendiée dans la soirée, par un groupe de soldats allemands. Témoin oculaire, le fils du patron de la boulangerie voisine raconte : 

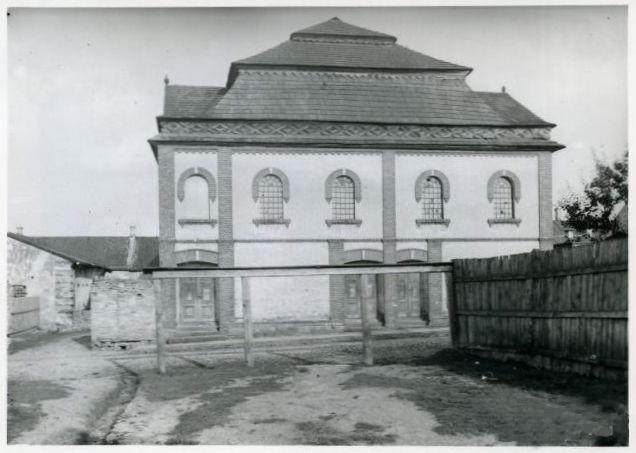
Vue latérale de la synagogue.

« Seule la grande vieille synagogue se distinguait par sa silhouette mystérieuse, clairement soulignée par les rayons du soleil couchant sur le ciel bleu et sans nuages et les toits tordus des maisons basses d'un étage.
Dans la boulangerie voisine, les gens se préparaient à cuire du pain pour le lendemain, c'est-à-dire mardi, lorsque le silence de la rue fut soudain rompu par le bruit d'une moto qui effraya un vieux chien…
En regardant par la fenêtre, le fils du boulanger vit des Allemands à moto. Ils se sont arrêtés à proximité, à côté du puits, avec des armes prêtes à tirer, surveillant de près les maisons juives. Au bout d'un moment, deux voitures ont également descendu la rue et se sont arrêtées du côté ouest de la synagogue, à côté du mikvé, à côté de la maison Rozencwajg...Les Allemands sont sortis des voitures. Ils se sont rendus en nombre à la synagogue et ont probablement forcé le chamach barbu (un serviteur du temple) à ouvrir la porte menant à l'intérieur. Ils n'ont plus été visibles pendant un certain temps, puis il a remarqué qu'ils transportaient à l'intérieur des boîtes de conserve déposées dans les voitures.
 Il était déjà plus de dix-huit heures, quand soudain de la fumée s'est mise à s'échapper du bâtiment de la synagogue, suivie des premières flammes qui ont rampé sur les murs et ont recouvert le toit en bardeaux. L'incendie s'est propagé très rapidement et bientôt toute la synagogue de mélèze a pris feu. Une énorme colonne de fumée et de feu s'est élevée au sud-est vers la ville. Sous l'influence des hautes températures et de la turbulence de l'air, des morceaux de bois en feu s'envolaient. Tout autour on pouvait entendre les incroyables sons terrifiants des constructions crépitantes et craquantes, qui se transformaient parfois en explosions de bruits indéfinis. Un énorme nuage de fumée couvrait tout le quartier juif et il semblait de loin qu'une grande partie de la ville brûlait… L'incendie a touché les maisons voisines de la rue Bóżniczna: Wiślickiego, Wolf, Racimor Moszek et Gold Josek. Le bâtiment d'un étage du heder sur la rue Piłsudskiego (Warszawska) a également brûlé. Le bâtiment du mikvé, qui était adjacent au nord de la synagogue, a survécu...La synagogue brûlait, et les soldats allemands prenaient des photos souvenir d'elle avec eux devant et tiraient en l'air sous les applaudissements. À un moment donné, l'immense toit s'est effondré, soulevant un nuage d'étincelles. Vers dix heures du soir, les ruines brûlaient toujours et seul du côté ouest dépassait un fragment brûlé du mur de pierre.
Le lendemain, il ne restait de la synagogue qu'un tas de restes fumants de poutres de mélèze et pendant plusieurs jours, des Juifs âgés fouillaient les décombres. »

## Description de la synagogue
De dimension 17 m x 21 m et 16 m de haut, la synagogue se compose de la salle de prière principale réservée aux hommes, précédée d'un vestibule et au-dessus duquel au premier étage se trouve la galerie de prière réservée pour les femmes, accessible depuis la galerie du premier étage située sur le mur ouest du bâtiment. La salle de prière principale de forme carrée, se situe trois marches en dessous du niveau des autres pièces et est recouverte d'un dôme octogonal à deux niveaux, inscrit dans la ferme du toit. La galerie sur le mur ouest a initialement été partiellement recouverte de planche de bois, puis, lors de la rénovation de la synagogue en 1905, elle a été fermée en construisant un mur de briques tout en préservant le toit existant. A cette époque, au rez-de-chaussée, une salle en brique pour les femmes a été ajoutée le long du mur principal sud. 

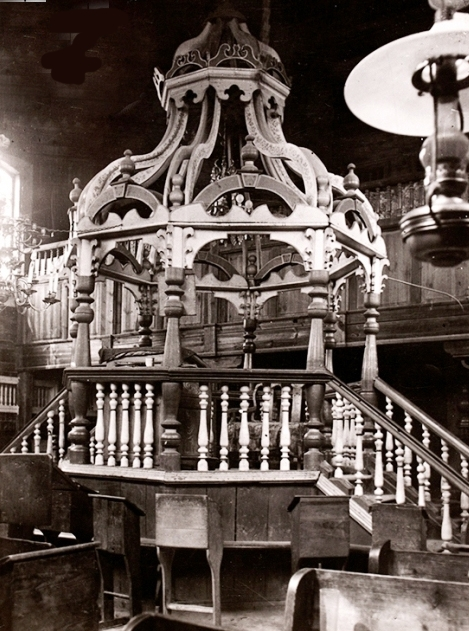
La bimah richement sculptée.

L'intérieur de la synagogue est richement décoré, avec une magnifique bimah en bois sculpté, placée dans la partie centrale de la salle de prière principale. La synagogue, l'un des monuments uniques de l'architecture en bois en Pologne, est couverte d'un toit en croupe à deux pentes. Au-dessus de la façade et au premier étage du dôme, se trouvent des balustrades aveugles faites de balustres tournés. Le centre du dôme est mis en valeur par des pendentifs richement décorés. Une sorte de galerie chorale est construite dans la salle, destinée à servir de pièce supplémentaire pour les femmes. Les assises du toit sont placées sur les solives du plafond et sur la grille qui court autour de la salle, créée en plaçant des poutres de section transversale exceptionnellement grande sur les murs. Le corps du toit est enrichi d'une frise obtenue par des planches décoratives sur les jambettes posées sur les solives du plafond et le bas de l'avant-toit. Les galeries latérales sont couvertes de toits à pignon séparés, avec faîte perpendiculaire à celui du toit au-dessus de la salle principale. Les murs en rondin sont renforcés par des contreventements, dont la disposition a pour but d'obtenir des divisions architecturales. L'éclairage naturelle de la salle principale s'effectue par des fenêtres géminées terminées par des arcs en plein cintre.
Près de la porte d'entrée de la synagogue, solidement fixé au mur, se trouve un carcan, formé de deux bracelets métalliques fixés à une chaine, qui sert à punir les membres de la communauté. Les personnes ayant commis un délit sont ainsi exposées à l'opprobre de la communauté. Un carcan peut être vu aujourd'hui à l'entrée de la synagogue de Przysucha, construite à peu près à la même époque que celle de Końskie, mais en brique et qui a survécu à la guerre. On trouve aussi des carcans fixés sur les murs de certaines églises paroissiales de la région, comme par exemple sur l'église Saint-Nicolas à Przedbórz.